# Tiglieto
Tiglieto é uma comuna italiana da região da Ligúria, província de Génova, com cerca de 613 habitantes. Estende-se por uma área de 24 km², tendo uma densidade populacional de 26 hab/km². Faz fronteira com Campo Ligure, Genova, Masone, Molare (AL), Ponzone (AL), Rossiglione, Sassello (SV), Urbe (SV).

## Demografia
| Variação demográfica do município entre 1861 e 2011                               |
|                                                                                   |
| Fonte: Istituto Nazionale di Statistica (ISTAT) - Elaboração gráfica da Wikipedia |